# Saint-Georges-sur-Loire
Saint-Georges-sur-Loire és un municipi francès situat al departament de Maine i Loira i a la regió de País del Loira. L'any 2007 tenia 3.241 habitants.

## Demografia

### Població
El 2007 la població de fet de Saint-Georges-sur-Loire era de 3.241 persones. Hi havia 1.224 famílies de les quals 293 eren unipersonals (119 homes vivint sols i 174 dones vivint soles), 408 parelles sense fills, 444 parelles amb fills i 79 famílies monoparentals amb fills.
La població ha evolucionat segons el següent gràfic:
Habitants censats

### Habitatges
El 2007 hi havia 1.337 habitatges, 1.249 eren l'habitatge principal de la família, 23 eren segones residències i 65 estaven desocupats. 1.203 eren cases i 115 eren apartaments. Dels 1.249 habitatges principals, 835 estaven ocupats pels seus propietaris, 394 estaven llogats i ocupats pels llogaters i 20 estaven cedits a títol gratuït; 10 tenien una cambra, 77 en tenien dues, 166 en tenien tres, 333 en tenien quatre i 662 en tenien cinc o més. 945 habitatges disposaven pel capbaix d'una plaça de pàrquing. A 480 habitatges hi havia un automòbil i a 668 n'hi havia dos o més.

### Piràmide de població
La piràmide de població per edats i sexe el 2009 era:
| Homes | Edats   | Dones |
| ----- | ------- | ----- |
| 0     | 95 o +  | 12    |
| 4     | 90 a 94 | 24    |
| 20    | 85 a 89 | 68    |
| 16    | 80 a 84 | 28    |
| 52    | 75 a 79 | 76    |
| 56    | 70 a 74 | 36    |
| 76    | 65 a 69 | 68    |
| 68    | 60 a 64 | 80    |
| 76    | 55 a 59 | 72    |
| 92    | 50 a 54 | 104   |
| 112   | 45 a 49 | 104   |
| 120   | 40 a 44 | 116   |
| 116   | 35 a 39 | 132   |
| 80    | 30 a 34 | 92    |
| 100   | 25 a 29 | 60    |
| 128   | 20 a 24 | 80    |
| 88    | 15 a 19 | 108   |
| 76    | 10 a 14 | 116   |
| 100   | 5 a 9   | 112   |
| 64    | 0 a 4   | 52    |

## Economia
El 2007 la població en edat de treballar era de 2.069 persones, 1.564 eren actives i 505 eren inactives. De les 1.564 persones actives 1.489 estaven ocupades (789 homes i 700 dones) i 75 estaven aturades (33 homes i 42 dones). De les 505 persones inactives 216 estaven jubilades, 163 estaven estudiant i 126 estaven classificades com a «altres inactius».

### Ingressos
El 2009 a Saint-Georges-sur-Loire hi havia 1.256 unitats fiscals que integraven 3.162,5 persones, la mediana anual d'ingressos fiscals per persona era de 18.075 €.

### Activitats econòmiques
Dels 170 establiments que hi havia el 2007, 5 eren d'empreses extractives, 3 d'empreses alimentàries, 7 d'empreses de fabricació d'altres productes industrials, 30 d'empreses de construcció, 34 d'empreses de comerç i reparació d'automòbils, 5 d'empreses de transport, 13 d'empreses d'hostatgeria i restauració, 2 d'empreses d'informació i comunicació, 10 d'empreses financeres, 13 d'empreses immobiliàries, 18 d'empreses de serveis, 17 d'entitats de l'administració pública i 13 d'empreses classificades com a «altres activitats de serveis».
Dels 56 establiments de servei als particulars que hi havia el 2009, 1 era una oficina d'administració d'Hisenda pública, 1 gendarmeria, 1 oficina de correu, 4 oficines bancàries, 2 tallers de reparació d'automòbils i de material agrícola, 1 taller d'inspecció tècnica de vehicles, 1 autoescola, 6 paletes, 4 guixaires pintors, 7 fusteries, 4 lampisteries, 4 electricistes, 1 empresa de construcció, 5 perruqueries, 5 restaurants, 5 agències immobiliàries, 1 tintoreria i 3 salons de bellesa.
Dels 10 establiments comercials que hi havia el 2009, 1 era un supermercat, 2 fleques, 2 carnisseries, 1 una llibreria, 1 una botiga de mobles, 1 un drogueria i 2 floristeries.
L'any 2000 a Saint-Georges-sur-Loire hi havia 35 explotacions agrícoles que ocupaven un total de 2.175 hectàrees.

## Equipaments sanitaris i escolars
El 2009 hi havia 1 hospital de tractaments de curta durada, 1 hospital de tractaments de mitja durada (seguiment i rehabilitació), 1 un hospital de tractaments de llarga durada, 1 centre de salut, 2 farmàcies i 1 ambulància.
El 2009 hi havia 1 escola maternal i 3 escoles elementals. Saint-Georges-sur-Loire disposava d'un col·legi d'educació secundària amb 570 alumnes.

## Poblacions més properes
El següent diagrama mostra les poblacions més properes.